# Coua caerulea
Coua caerulea là một loài chim trong họ Cuculidae.